# 劣藥
《劣藥》（英語：Bad Medicine）是美國搖滾樂團邦·喬飛（英語：Bon Jovi）在1988年9月發行的單曲，這首單曲獲得告示牌單曲榜2週冠軍，成為邦·喬飛樂團第三首全美冠軍單曲，〈劣藥〉已經成為該樂團最具代表性的經典歌曲之一。

## 內容

### 歌曲簡介
〈劣藥〉收錄於邦·喬飛樂團（英語：Bon Jovi）第四張錄音室專輯《新澤西》（英語：New Jersey），也是從這張專輯中推出的首支單曲。該樂團主唱瓊·邦·喬飛也參與〈劣藥〉的詞曲創作，歌曲從頭到尾都在述說對於心儀對象的感受想法，而為符合重金屬搖滾歌曲中強勁的爆發力，〈劣藥〉採以較敏感辛辣的歌詞來呈現。〈劣藥〉可說是專成為新專輯的首發單曲而量身訂做般，無論是旋律、編曲乃至於演奏樂器上，都經過製作人精心安排，將一向給人感覺冷硬的搖滾樂和流行音樂完美融合。加拿大籍製作人Bruce Fairbairn已是第二次為邦·喬飛樂團主力操刀整張專輯，Bruce Fairbairn也曾擔任其它搖滾樂團的製作人，都取得不錯的成績，而再度和邦·喬飛樂團合作，雙方都希望能再延續上一張專輯所帶來的成功經驗。

### 商業成績
〈劣藥〉在1988年9月初推出單曲，單曲發行時間比專輯推出時間約早半個月，千萬歌迷早已引領期盼許久。〈劣藥〉在9月底旋即進入告示牌單曲榜，首週成績為第43名，該曲在進榜後成績一路向上飆升，僅不到兩個月的時間，〈劣藥〉在11月19日登上單曲榜榜首並蟬連2週冠軍，成為邦·喬飛樂團第三首全美冠軍單曲，它在榜內一共停留了20週，在1988年告示牌年終單曲排名中位居第41名。
雖然專輯《新澤西》在英國專輯榜拿下冠軍，但是〈劣藥〉卻未能打進英國單曲榜TOP 10，僅拿下第17名。

### 樂壇紀錄
〈劣藥〉再為邦·喬飛樂團增添一首全美冠軍曲，也讓該樂團締造連續三年都有冠軍曲產生的紀錄，也為新專輯在告示牌產生五首TOP 10單曲拉開序幕，如今〈劣藥〉已成為邦·喬飛樂團最重要的經典代表作之一。

## 資料來源
1. ↑  .   [2016-06-06]. （原始内容存档于2016-07-31）.
2. ↑  .   [2016-06-06]. （原始内容存档于2016-05-07）.
3. ↑  .   [2016-06-07]. （原始内容存档于2016-06-04）.
4. ↑  .   [2016-06-06]. （原始内容存档于2016-05-06）.
5. ↑  .   [2016-06-06]. （原始内容存档于2016-06-27）.
6. ↑  .   [2016-06-06]. （原始内容存档于2016-05-28）.